# バレーボール北マケドニア男子代表
バレーボール北マケドニア男子代表は、バレーボールの国際大会で編成される北マケドニアの男子バレーボールナショナルチームである。

## 歴史
1991年にユーゴスラビアから独立し、1992年にマケドニア共和国バレーボール連盟が設立。1993年に国際バレーボール連盟に加盟した。北マケドニアとしての主要国際大会出場はなく、2009年欧州選手権予選では1次ラウンドから参加し3次ラウンドまで進出したが、プレーオフでチェコに敗れた。2009年11月付のFIVBランキングで圏外から105位に初ランクインした。
　

## 過去の成績

### オリンピックの成績
- 出場なし

### 世界選手権の成績
- 出場なし

### 欧州選手権の成績
- 2003年 - 予選敗退
- 2007年 - 予選敗退
- 2009年 - 予選敗退
- 2011年 - 予選敗退